# بارنین
بارنین (به آلمانی: Barnin) یک شهر در آلمان است که در لودویگسلوست-پارشیم واقع شده‌است. بارنین ۴۷۹ نفر جمعیت دارد.